# Вес
Вес, согласно операциональному определению — сила, с которой тело действует на опору (или подвес, или другой вид крепления), препятствующую падению, возникающая в поле сил тяжести.
Единица измерения веса в системе СИ — ньютон, в системе СГС — дина.
Традиционное, гравитационное определение понятия, отождествляющее его с силой тяжести, в современной физике является устаревшим ввиду общепризнанности специальной теории относительности, однако продолжает доминировать в школьной программе большинства стран. В советской школьной программе было закреплено операциональное определение.
Вес зависит от массы тела, ускорения свободного падения и ряда иных факторов (смотря по тому, какое определение используется).

## Терминология и значимость
В случае покоящегося в инерциальной системе отсчёта тела, его вес {\displaystyle \mathbf {P} } равен силе тяжести, действующей на тело, и пропорционален массе {\displaystyle m} и ускорению свободного падения {\displaystyle \mathbf {g} } ({\displaystyle |\mathbf {g} |\sim } 9.81 м/с² на Земле) в данной точке:
{\displaystyle \mathbf {P} =m\mathbf {g} .}
Ускорение свободного падения зависит от высоты над земной поверхностью и — ввиду несферичности Земли, а также ввиду её вращения — от географических координат точки измерения. В результате суточного вращения Земли существует широтное уменьшение веса: на экваторе вес примерно на 0,3 % меньше, чем на полюсах. Другим фактором, влияющим на значение {\displaystyle \mathbf {g} } и, соответственно, вес тела, являются гравитационные аномалии, обусловленные особенностями строения земной поверхности и недр в окрестностях точки измерения. Если тело находится вблизи другой планеты, а не Земли, то ускорение свободного падения будет определяться массой и размерами этой планеты, наряду с расстоянием между её поверхностью и телом.
При движении системы «тело» — «опора или подвес» относительно инерциальной системы отсчёта с ускорением {\displaystyle \mathbf {w} } вес перестаёт совпадать с силой тяжести:
{\displaystyle \mathbf {P} =m(\mathbf {g} -\mathbf {w} ).}
Например, если ускорение (независимо от скорости) лифта направлено вверх, то вес находящегося в нём груза увеличивается, а если вниз, то уменьшается. Ускорение за счёт вращения Земли не входит в {\displaystyle \mathbf {w} }, оно уже учтено в {\displaystyle \mathbf {g} }. Состояние отсутствия веса (невесомость) наступает вдали от притягивающего объекта, либо когда тело находится в свободном падении, то есть при {\displaystyle \mathbf {g} -\mathbf {w} =0}.
Тело массой {\displaystyle m}, вес которого анализируется, может стать субъектом приложения дополнительных сил, косвенно обусловленных присутствием гравитационного поля, в том числе силы Архимеда и трения.
В основном определении, приведённом в преамбуле, отсутствует конкретизация, должны ли учитываться подобные факторы. Не оговорено также, обязательно ли роль опоры-подвеса должно играть упругое твёрдое тело и что если опор несколько. Кроме того, в публикациях встречаются и неэквивалентные дефиниции веса.
Так, при учёте только вклада силы тяжести покоящемуся на наклонной поверхности телу приписывается направленный по нормали к опоре вес {\displaystyle mg\cos \alpha }, где {\displaystyle \alpha } — угол наклона. Но если учесть ещё и силу трения покоя (а она, по третьему закону Ньютона, приложена и к телу, и к опоре), то вектор веса станет равным {\displaystyle m\mathbf {g} }. Аналогично с силой Архимеда: в жидкости или газе с плотностью {\displaystyle \rho } на тело действует подъёмная сила {\displaystyle \mathbf {F} _{A}=-\rho \mathbf {g} V} (где {\displaystyle V} — объём тела), из-за которой, скажем, воздействие тела на неровное дно водоёма ослабляется. Если считать жидкость или газ опорой и учитывать (в соответствии с третьим законом Ньютона) действие со стороны тела силы Архимеда на жидкость, вектор веса останется равным {\displaystyle m\mathbf {g} }. При подходе, при котором учитывается действие тела на всё, действующее на само тело, вес тела с точностью до знака равен векторной сумме всех сил (кроме силы тяжести), действующих на тело, включая силы Архимеда («жидкая опора») и трения, при учёте всех имеющихся опор-подвесов совместно.
В английском языке существует частично похожее по звучанию слово «weight», которое в физике означает силу тяжести {\displaystyle m\mathbf {g} }, но в быту имеет и другие значения, в том числе «масса» и «вес». В немецком и французском языках слова, обозначающие силу тяжести, непохожи на русское «вес». В англоязычной литературе для «суммарной» силы воздействия на опору — используют термин «apparent weight», что иногда переводят как «кажущийся вес». Знание этой величины, например, может помочь оценить способность конструкции удержать изучаемое тело в данных условиях.
В ряде случаев — скажем, в ситуации привязанного на улице шарика, наполненного гелием, если под «опорой» имеется в виду только место крепления без включения атмосферы в понятие опоры — «кажущийся вес» (в англоязычной терминологии) может оказаться направленным против вектора {\displaystyle \mathbf {g} } ввиду влияния {\displaystyle \mathbf {F} _{A}}.
Понятие «вес» в физике не является необходимым. В принципе, можно вообще отменить этот термин и говорить либо о «массе», либо о «силе» такой-то природы. Использование понятия «вес» во многом связано просто с привычкой и языковыми традициями.

## Измерение
Вес можно измерять с помощью пружинных весов, которые могут служить и для косвенного измерения массы, если их соответствующим образом проградуировать; рычажные весы в такой градуировке не нуждаются, так как в этом случае сравниваются массы, на которые действует одинаковое ускорение свободного падения или сумма ускорений в неинерциальных системах отсчёта. При взвешивании с помощью технических пружинных весов вариациями ускорения свободного падения обычно пренебрегают, так как влияние этих вариаций обычно меньше практически необходимой точности взвешивания.
При нахождении в газообразной или жидкой среде измеренный вес тела может отличаться от измеренного при тех же условиях в вакууме из-за уменьшения веса за счёт действия силы Архимеда.

## Вес и масса
В физике вес и масса — разные понятия. Вес — векторная величина, сила, с которой тело действует на опору или подвес. Масса — скалярная величина, мера инертности тела (инертная масса) либо «заряд» гравитационного поля (гравитационная масса). У этих величин отличаются и единицы измерения (в СИ масса измеряется в килограммах, а вес — в ньютонах). Возможны ситуации с нулевым весом и ненулевой массой одного и того же тела, например, в условиях невесомости у всех тел вес равен нулю, а масса у каждого тела своя. И если в состоянии покоя тела показания весов будут нулевыми, то при ударе по весам тел с одинаковыми скоростями воздействие будет разным (см. закон сохранения импульса, закон сохранения энергии).
В педагогике англоязычного мира, хотя принятая дефиниция термина «weight» (вес) не тождественна российской, данный термин и термин «mass» (масса) также имеют чёткое различие, аналогичное их различению в русском понимании. А именно, weight — это сила, порождаемая вследствие гравитации. Mass — это мера количества вещества в теле, она не связана с гравитацией и остаётся постоянной, независимо от того, где находится объект (например, на Земле или на Луне).
Вместе с тем строгая дифференциация понятий веса и массы принята в основном в науке и технике, а во многих повседневных ситуациях слово «вес» продолжает использоваться, когда фактически речь идёт о «массе». Например, мы говорим, что какой-то объект «весит один килограмм», несмотря на то, что килограмм представляет собой единицу массы. Кроме того, термин «вес» в значении «масса» традиционно использовался в цикле наук о человеке — в словосочетании «вес тела человека», вместо современного «масса тела человека». В связи с этим метрологические организации отмечают, что неправильное использование термина «вес» вместо термина «масса» должно прекращаться, и во всех тех случаях, когда имеется в виду масса, должен использоваться термин «масса».

## История
III Генеральная конференция по мерам и весам, проведённая в 1901 году, подчеркнула, что термин «вес» обозначает величину той же природы, что термин «сила». Конференция определила вес тела как произведение массы тела на ускорение, обусловленное гравитационным притяжением. Стандартный вес тела конференцией был определён как произведение массы тела на стандартное ускорение, обусловленное гравитационным притяжением. В свою очередь для стандартного ускорения было принято значение 980,665 см/с2.